# Quillabamba
Quillabamba è una città peruviana, capoluogo della provincia di La Convención, la più grande delle tredici province che costituiscono la regione di Cusco. Si trova nel distretto di Santa Ana.

## Storia
Il nome, di origine quechua, significa "pianura (bamba) della luna (quilla)".
La città fu fondata il 25 luglio 1857 e si trova a 1050 m sul livello del mare. È costeggiata, ad est, dal fiume Urubamba.
La popolazione è di origine andina ed amazzonica.

## Attrazioni ed economia
Nonostante l'altitudine, ha un soprannome che deriva dal suo clima particolare: "la ciudad del eterno verano", ovvero "la città dell'eterna estate". È possibile praticare varie attività sportive durante tutto l'anno, ed è anche frequentata da chi ama il turismo d'avventura.
Le attività economiche prevalenti sono però quelle agricole. Fra le coltivazioni principali ci sono quelle di cacao, caffè, coca, frutta e tè.